# Sarocladium oryzae
Espèce
Sarocladium oryzae est une espèce de champignons ascomycètes de la famille des Sarocladiaceae, à répartition quasi-cosmopolite. Ce champignon est l'agent de la pourriture de la gaine chez le riz (Oryza sativa).

## Taxinomie
Première description par le botaniste japonais, Kaneyoshi Sawada, en 1922 sous le nom d’Acrocylindrium oryzae (basionyme) et publié dans Rep. Dept Agric., Govern. Res. Inst. Formosa, Spec. Bull. Agric. Exp. Station Formosa 2: 135.
Le nom actuel a été attribué en 1975 par Konrad Walter Gams & David Leslie Hawksworth et publié dans Kavaka 3: 58 (Transactions of the Mycological Society of India). 

### Synonymes
Selon BioLib (16 juin 2021) : 
- Acrocylindrium oryzae Sawada
- Sarocladium attenuatum W. Gams & D. Hawksw.